# Yo soy Betty, la fea
Yo soy Betty, la fea o només Betty, la fea és una telenovel·la colombiana, creada per RCN Televisión i escrita per Fernando Gaitán, guanyadora del Guinness Records 2010. Es va estrenar el 25 d'octubre de 1999 i va finalitzar el 8 de maig de 2001. És protagonitzada per Ana María Orozco i Jorge Enrique Abello, amb les participacions antagòniques de Natalia Ramírez, Lorna Paz, Luis Mesa i Julián Arango.
La seva versió original va ser emesa en molts països amb gran èxit, incloent a tota Iberoamèrica, amb elevats nivells d'audiència. Va gaudir d'un gran èxit internacional en ser emesa en més de 180 països, ser doblada a 25 idiomes i comptar amb almenys unes 28 adaptacions arreu del món.
El personatge principal és Beatriz Aurora Pinzón Solano, que és una dona poc atractiva però intel·ligent que treballa per a una companyia de modes anomenada Ecomoda. Betty, com li diuen afectuosament, ha de suportar constantment els insults i menyspreus dels seus companys de treball, especialment de la secretària Patricia Fernández, el dissenyador Hugo Lombardi i l'accionista de l'empresa Marcela Valencia.

## Argument
Beatriz Aurora Pinzón Solano (Ana María Orozco), més coneguda com a "Betty", és una economista jove i brillant, encara que poc atractiva, que viu amb els seus pares a Bogotà. Després de moltes dificultats per a aconseguir ocupació, Betty comença a treballar com a secretària de presidència en una empresa anomenada Ecomoda. El seu cap immediat és el recentment nomenat president Armando Mendoza (Jorge Enrique Abello) qui es troba compromès amb Marcela València (Natalia Ramírez), que al seu torn també ocupa un càrrec executiu en l'empresa com a cap de punts de venda. Ecomoda és una de les empreses de moda més importants del país fundada per Roberto Mendoza i la seva esposa Margarita Sáenz, pares d'Armando, i per Julio Valencia, pare de Marcela, però després de la mort de Julio i la seva esposa en un accident de trànsit, Roberto i Margarita han criat als fills de la parella morta.
En poc temps, Betty aconsegueix convertir-se a la mà dreta d'Armando i ascendir al càrrec d'assistent de presidència, gràcies a les seves habilitats i eficiència com a economista. Betty també es guanya la confiança personal d'Armando i l'ajuda a ocultar les seves infidelitats, la qual cosa li costa a Betty l'enemistat de Marcela. Betty també ha d'enfrontar constantment els insults i intrigues de Patricia Fernández (Lorna Paz), una altra secretària de presidència i íntima amiga de Marcela. Patricia desitja fer acomiadar a Betty per aconseguir el càrrec d'assistent de presidència. En aquesta obstinació compta amb el suport de Marcela, malgrat ser una absoluta incompetent, encara que ella desitja tenir-la com a secretària d'Armando per a mantenir-la al corrent de les seves constants infidelitats, principalment amb les models d'Ecomoda.
Betty s'enamora en secret d'Armando. Ella confessa a les seves companyes d'oficina i noves amigues, grup conegut com 'El cuartel de las feas', que està enamorada d'un empresari adinerat i ben semblant, segons la lectura del tarot a Betty. No obstant això, Betty no els diu que es tracta d'Armando sinó que els parla de Nicolás Mora (Mario Duarte), qui en realitat és simplement el millor i únic amic de Betty, qui des de la infància l'ha donat suport, també és economista i es troba aturat a més de ser poc atractiu com Betty.
Per part seva, Armando sosté una àcida rivalitat amb Daniel València (Luis Mesa), germà de Marcela i accionista d'Ecomoda, per la presidència de l'empresa. La junta malgrat donar suport Daniel, per la seva proposta més realista, tria Armando, el que deslliga la rivalitat de tots dos homes. La junta directiva de l'empresa determina que Armando ha de lliurar-li la presidència a Daniel al cap d'un any si Armando no aconsegueix les metes promeses en el moment de la seva elecció.
Durant la presidència d'Armando, Ecomoda sofreix serioses pèrdues financeres que la porten a la vora la fallida. Per a salvar la companyia, Armant decideix crear una segona empresa que mantingui un embargament preventiu contra Ecomoda, la qual cosa evita l'embargament d'Ecomoda per part dels seus veritables creditors. La segona empresa es funda amb el nom d'"Inversiones Terramoda" i amb capital propi d'Armando. Aquest lliura Terramoda a Betty perquè aparegui legalment com l'única propietària i així evitar sospites dels veritables creditors d'Ecomoda. Aquesta estratègia jurídica es manté en secret, només n'estan al corrent Betty, Armando i Mario Calderón (Ricardo Vélez), vicepresident comercial d'Ecomoda i amic pròxim d'Armando. Armando ordena a Betty "maquillar" els informes financers que se'ls presenten als accionistes per a evitar que la junta directiva d'Ecomoda s'assabenti de la situació real de l'empresa i evitar que la presidència li sigui arrabassada i lliurada a Daniel.
Betty contracta Nicolás com a gerent general de Terramoda i comparteix amb ell la situació real d'Ecomoda. Poc temps després Armando i Mario se n'assabenten i de que Nicolás és, segons enraonies dels empleats d'Ecomoda, el xicot de Betty. Això els fa imaginar que Betty i Nicolás podrien decidir apoderar-se de les dues empreses. Per a assegurar la lleialtat de Betty, Armando i Mario decideixen que Armando ha d'enamorar-la en secret. Ell accedeix a contracor per salvar Ecomoda, malgrat que la troba lletja, poc interessant i avorrida. Ella per part seva, creu que Armando està genuïnament enamorat i accedeix a tenir una relació clandestina amb ell, aprofitant que ningú sospitaria que Armando pogués tenir un romanç amb una dona com Betty, ja que és un faldiller i constantment li és infidel a Marcela amb les models més belles del mitjà. Malgrat això, Armando ha de suportar la vigilància constant de Marcela, qui al seu torn comença a sospitar que ell té una amant, però sent que en aquesta ocasió la relació va més enllà del simple aspecte sexual, contrari a l'habitual, per la qual cosa està molt preocupada en veure amenaçat el seu futur matrimoni.
Les setmanes passen, i Betty s'enamora més d'Armando, al seu torn, Armando comença a veure més enllà de la “lletjor” i veu la bella persona que Betty és en realitat. Ell s'enamora de Betty, però manté en secret els seus sentiments enfront de Mario, que constantment es burla d'Armando per haver de besar l'“aneguet lleig”. Encara que Armando realment està enamorat de Betty, aquest decideix no dir-li res sobre l'horrible pla, pensant que Betty no l'estimaria més si ella ho sabés.
Betty descobreix una carta de Mario per a Armando on li dona ‘instruccions' per a continuar amb el fals romanç. Betty acaba devastada per la forma en què Armando podia treure profit dels seus sentiments i es deprimeix fortament. L'endemà, en lloc d'enfrontar-se a ell, decideix venjar-se començant a gastar frívolament els diners de Terramoda i simulant tenir un romanç amb Nicolás. Això amb la finalitat de fer-los creure que ella i Nicolás realment pretenen apropiar-se dels diners de les dues empreses. Armando intenta sense èxit reconquerir Betty, sense saber que Betty està al corrent dels seus veritables motius per a enamorar-la, i malgrat que el seu matrimoni amb Marcela és imminent.
En la següent junta directiva, Betty revela la veritable situació de l'empresa amb la qual cosa Armando i Mario són obligats a renunciar als seus càrrecs. Betty també li revela a Armando que ella sap la veritat sobre el seu romanç fingit i li diu tota la veritat a Marcela, qui decideix cancel·lar el seu matrimoni amb Armando. Armando intenta explicar-li a Betty que els seus sentiments per ella són reals però no aconsegueix convèncer-la. Betty presenta la seva dimissió i deixa diversos documents amb els quals espera que la junta directiva pugui recuperar el control d'Ecomoda i Terramoda.
Immediatament després de la seva renúncia, Betty comença a treballar com a assistent de Catalina Ángel (Celmira Luzardo), una relacions públiques contractada sovint per Ecomoda. Betty marxa a Cartagena amb Catalina, qui està a càrrec de part de l'organització del Concurs Nacional de Bellesa. Allí Betty li diu a Catalina la veritat de tot el que va passar a Ecomoda i Catalina comença a assessorar Betty per a ajudar-la a millorar la seva aparença personal. Betty coneix Michel Doinel (Patrick Delmas), un empresari francès radicat a Cartagena i amic de Catalina, i entre els dos comença a haver-hi una mica d'atracció.
Mentrestant, a Bogotà la junta directiva d'Ecomoda s'adona que per a salvar a Ecomoda necessiten mantenir l'estratègia iniciada per Armando (l'embargament preventiu de Terramoda a Ecomoda) durant alguns mesos mentre Ecomoda paga els seus deutes. També s'adonen que per a aconseguir això necessiten l'ajuda de Betty.
Una vegada finalitzat el concurs de bellesa, Betty torna a Bogotà on és citada pels socis d'Ecomoda. Amb assessoria dels seus advocats, decideixen que l'única manera de salvar Ecomoda és que Betty mantingui l'embargament de Terramoda a Ecomoda i que Betty sigui nomenada presidenta d'Ecomoda, temporalment, perquè sigui ella qui negociï amb els bancs i altres creditors de l'empresa. Betty assumeix el càrrec i nomena Nicolás com a vicepresident financer.
Com a president d'Ecomoda, Betty proposa una estratègia comercial que consisteix a oferir assessoria de moda i color als clients de l'empresa, de la mateixa forma que Betty va rebre assessoria de Catalina per al seu canvi d'aparença. L'estratègia comercial és un èxit i Ecomoda comença a recuperar-se. Malgrat el seu èxit, Betty ha de continuar suportant tibants frecs amb Marcela i Daniel, a més dels setges d'Armando, en qui ja no confia. Aquest, després de llegir el diari de Betty, comprèn que el mal que li va fer és encara major del que creia. Betty presenta la seva renúncia amb la intenció d'acceptar una nova ocupació oferta per Michel a Cartagena. En assabentar-se, Armando anuncia la seva intenció d'anar-se'n per deixar en pau Betty i evitar que ella abandoni la presidència deixant Ecomoda a la deriva. Tanmateix, això no aconsegueix fer desistir Betty de la seva decisió d'anar-se'n. Davant això, Daniel es prepara per a assumir la presidència i dissoldre per complet Ecomoda.
En veure el perill que corre Ecomodae, Marcela decideix explicar-li finalment a Betty que Armando realment l'estima i demana a Betty que i doni una nova oportunitat a Armando. Marcela li explica que ella estima prou Armando com per desitjar-li que sigui feliç, encara que sigui amb Betty. Després d'això, Marcela renuncia a Ecomoda. Patricia marxa amb ella.
Després de la seva conversa amb Marcela, Betty es reconcilia amb Armando i els dos desisteixen de la seva intenció d'abandonar Ecomoda i deixar-la en mans de Daniel. Sota la presidència de Betty, Ecomoda es recupera completament en pocs mesos, Terramoda és dissolta i Betty és ratificada en el seu càrrec com a presidenta d'Ecomoda. Poc temps després, Betty i Armando es casen.

## Repartiment
- Ana María Orozco - Beatriz "Betty" Pinzón Solano
- Jorge Enrique Abello - Armando Mendoza Sáenz
- Natalia Ramírez - Marcela Valencia
- Lorna Paz - Patricia Fernández "La Peliteñida"
- Luis Mesa - Daniel Valencia
- Julián Arango - Hugo Lombardi
- Ricardo Vélez - Mario Calderón
- Mario Duarte - Nicolás Mora/Ell mateix
- Celmira Luzardo - Catalina Ángel
- Stefanía Gómez - Aura María Fuentes
- Paula Peña - Sofía ex de Rodríguez
- Luces Velásquez - Bertha de González
- Marcela Posada - Sandra Patiño
- María Eugenia Arboleda - Mariana Valdés
- Dora Cadavid - Inés "Inesita" Ramírez
- Jorge Herrera - Hermes Pinzón Galarza
- Adriana Franco - Julia Solano de Pinzón Galindo
- Julio César Herrera - Freddy Stewart Contreras
- Alberto León Jaramillo - Saúl Gutiérrez.
- Martha Isabel Bolaños - Jenny García "La Pupuchurra" o "La Impulsadora"
- Patrick Delmas - Michel Doinel
- David Ramírez - Wilson Sastoque
- Diego Cadavid - Román
- Kepa Amuchastegui - Roberto Mendoza
- Saúl Santa - Efraín Rodríguez Merchán
- Talú Quintero - Margarita Sáenz de Mendoza

### Actuacions especials
- Alberto Valdiri - Gordito González
- Angeline Moncayo - Karina Larson
- Carlos Serrato - Gustavo Olarte
- César Mora - Doctor Antonio Sánchez
- Claudia Becerra - Mónica Agudelo
- Diego Vivanco - Rolando "el Chesito su mercé"
- Germán Tóvar- Abogado José Ambrosio Rosales
- Iván Piñeros- Jimmy Fuentes (fill d'Aura María)[5]
- Lorena de McAllister - Diana Medina
- Luis Enrique Roldán - Doctor Juan Manuel Santamaría
- Paulo Sánchez Neira - Ingeniero Miguel Ortíz
- Pilar Uribe - María Beatriz Valencia
- Rubén Óliver - Miguel Robles
- Scarlet Ortiz - Alejandra Zingg
- Sebastián Sánchez - (Miguel, expromès de Betty-Només en Flashback)
- Verónica Ocampo - Claudia Bosch

### Convidats especials
Diversos artistes de la música, models i comunicadors van actuar interpretant-se a si mateixos en la telenovel·la, a més de diversos personatges de la vida nacional que tenien càrrecs rellevants dins de diverses instàncies del país (presentats per ordre alfabètic)::
- Adriana Arboleda: model i presentadora colombiana
- Alberto José Linero: Sacerdot colombià
- Amada Rosa Pérez: model i actriu colombiana
- Anasol: cantautora colombiana
- Andrea Nocetti: Miss Colòmbia 2000
- Andrea Serna: presentadora colombiana
- Andrés Pastrana Arango: expresident de Colòmbia (aleshores President).
- Armando Manzanero: cantautor mexicà
- Bettina Spitz: dissenyadora colombiana
- Catalina Acosta: Miss Colòmbia 1999
- Catalina Maya :model
- Cecilia Bolocco: Miss Univers 1987, Presentadora xilena
- Charlie Zaa: cantant colombià
- Claudia Elena Vásquez: Miss Colombia 1996
- Claudia Gurisatti: Periodista i presentadora colombiana.
- Eyla Adrian: presentadora veneçolana
- Fanny Kertzman: ex directora de la DIAN
- Franco De Vita: cantautor italo-veneçolà
- Gino Molinari: conductor equatorià
- Gisela Valcárcel: conductora peruana
- Gloria Calzada: conductora mexicana
- José Gabriel Ortiz: conductor colombià
- Karoll Márquez: actor i cantant colombià
- Kike Santander: compositor i productor discogràfic colombià
- Laura Flores: actriu i conductora mexicana
- Lina Marulanda: model i presentadora colombiana († 2010)
- María Rocío Stevenson: presentadora i virreina colombiana (2000)
- Mario Duarte: cantant colombià
- Moris Rodríguez: cantant colombià
- Norma Nivia: model i actriu colombiana
- Olga Tañón: cantante portoriquenya
- Patricia Vásquez: actriu i model colombiana
- Paula Andrea Betancourt: Miss Colòmbia 1992 i Primera finalista a Miss Univers 1993
- Pilar Castaño: presentadora colombiana
- Raymundo Angulo: president del Concurs Nacional de Bellesa de Colòmbia
- Ricardo Montaner: cantautor argentí-veneçolà
- Santiago Cruz: cantante colombià
- Silvia Tcherassi: dissenyadora colombiana
- Scarlet Ortiz: actriu veneçolana
- Taís Araújo: actriu brasilera
- Valeria Mazza: Ex model i empresària argentina

## Premis i nominacions

### Premis Tvynovel·las Colòmbia
| Any  | Categoria                     | Nominat               | Resultat   |
| ---- | ----------------------------- | --------------------- | ---------- |
| 2001 | Millor Telenovel·la           | Fernando Gaitán       | Guanyador  |
| 2001 | Millor actriu Protagonista    | Ana María Orozco      | Guanyadora |
| 2001 | Millor Actor Protagonista     | Jorge Enrique Abello  | Guanyador  |
| 2001 | Millor actriu Antagónica      | Natalia Ramírez       | Guanyadora |
| 2001 | Millor Actor Antagonista      | Luis Mesa             | Guanyador  |
| 2001 | Millor actriu de repartiment  | Lorna Paz             | Guanyadora |
| 2001 | Millor Actor de repartiment   | Julián Arango         | Nominat    |
| 2001 | Millor Llibretista            | Fernando Gaitán       | Guanyador  |
| 2001 | Millor Director               | Mario Ribero          | Guanyador  |
| 2001 | Millor actriu/Actor Revelació | Julio César Herrera   | Guanyador  |
| 2001 | Millor actriu/Actor Revelació | Martha Isabel Bolaños | Guanyadora |

### Premis Tvynovel·las Mèxic
| Any  | Categoria                             | Nominat              | Resultat   |
| ---- | ------------------------------------- | -------------------- | ---------- |
| 2001 | Millor Telenovel·la Estrangera        | Fernando Gaitán      | Guanyador  |
| 2001 | Millor actriu Protagonista Estrangera | Ana María Orozco     | Guanyadora |
| 2001 | Millor Actor Protagonista Estranger   | Jorge Enrique Abello | Guanyador  |

### Premis India Catalina
| Categoria               | Nominat              | Resultat   | Ref.        |
| ----------------------- | -------------------- | ---------- | ----------- |
| Millor telenovel·la     | Millor telenovel·la  | Guanyadora | [ 6 ] [ 7 ] |
| Millor actriu principal | Ana María Orozco     | Guanyadora | [ 6 ] [ 7 ] |
| Millor actor principal  | Jorge Enrique Abello | Nominat    | [ 6 ] [ 7 ] |
| Millor llibret          | Fernando Gaitán      | Guanyador  | [ 6 ] [ 7 ] |
| Revelació artística     | Julio César Herrera  | Guanyador  | [ 6 ] [ 7 ] |

### Premis Grammy Llatins
| Any  | Categoria                                       | Nominat      | Resultat |
| ---- | ----------------------------------------------- | ------------ | -------- |
| 2001 | Millor Cançó Escrita Per a Un Mitjà Audiovisual | Yolanda Rayo | Nominada |

### TV Adicto Golden Awards
| Any  | Categoria                                   | Nominat         | Resultat   |
| ---- | ------------------------------------------- | --------------- | ---------- |
| 2010 | Millor telenovel·la colombiana de la dècada | Fernando Gaitán | Guanyadora |

## Èxit i adaptacions

### Índex d'audiència
La novel·la es va estrenar en Colòmbia amb 36 punts de quota de pantalla llars (al voltant de 17 punts de quota d'audiència persones), els quals s'incrementarien fins a arribar a aconseguir els 54,7 (més 24 punts de quota d'audiència persones amb pic màxim de 28.9) el 20 de juny quan es va emetre el capítol 162 (de 338) en el qual Armant convido a sortir a Betty. El seu èxit va fer que pautar un sol minut de la novel·la costés 25 milions de pesos colombians, mentre que la majoria de novel·les de RCN d'aquella època costaven entre 11 i 12 milions de pesos la pauta per minut. Durant la seva emissió i per diversos anys va trencar tots els rècords de sintonia; gràcies a això, Betty deixava guanys estimats entre 2.800 i 3.000 milions de pesos per mes.
Betty també va canviar l'hora habitual de veure televisió, es va reportar que durant la seva transmissió l'apagat dels televisors es va retardar de les 9.00 p. m. a les 9.40 p. m., reunint cada nit a tres milions i mig de colombians.
Segons dades subministrades per IBOPE Colòmbia, en el seu capítol final va marcar 21.2 de quota de pantalla, aconseguint finalment una mitjana de 17,4 amb un índex d'audiència de 56,3%, convertint-se així, en la tercera producció més vista en la història de la televisió Colombiana després d'A Corazón Abierto i Pasión de Gavilanes.
En altres països com per exemple Veneçuela, aquesta telenovel·la en el seu any d'estrena a través de la cadena Radio Caracas Televisión va liderar la sintonia en l'horari de les 13:00h entre els anys 2000-2001 amb un èxit avassallador. Cal destacar que en els anys 2005 i 2010 es va retransmetre en aquest país però a través de la cadena Televen i en l'horari de les 20:00h.

### Adaptacions
La següent taula és una llista de tots els països que han realitzat la seva pròpia adaptació de la telenovel·la; sota la seva pròpia cultura respecte a la bellesa, lletjor, estrat social i socioeconòmic.
| País             | Nom                          | Canal                         | Actriu protagonista | Any d'estrena                                              | Temporades | Episodis |
| ---------------- | ---------------------------- | ----------------------------- | ------------------- | ---------------------------------------------------------- | ---------- | -------- |
| Alemanya         | Verliebt in Berlin           | Sat.1                         | Alexandra Neldel    | 25 de febrer de 2005                                       | 2          | 645      |
| Bèlgica          | Sara                         | vtm                           | Veerle Baetens      | 25 de setembre de 2007                                     | 1          | 200      |
| Brasil           | Bela, a Feia                 | Rede Record                   | Giselle Itié        | 4 d'agost de 2009                                          | 1          | 217      |
| R.P. de la Xina  | Chou Nu Wu Di                | Hunan Satellite TV            | Li Xinru            | 28 de setembre 2008                                        | 5          | 400      |
| Equador          | Veto al Feo                  | Ecuavisa                      | Efraín Ruales       | 16 d'abril del 2013                                        | 1          | 9        |
| Espanya          | Yo soy Bea                   | Telecinco                     | Ruth Núñez          | 10 de juliol de 2006                                       | 3          | 773      |
| Estats Units     | Ugly Betty                   | ABC                           | America Ferrera     | 28 de setembre de 2006                                     | 4          | 85       |
| Estats Units     | Betty en NY                  | Telemundo                     | Elyfer Torres       | 6 de febrer de 2019                                        | 1          | 123      |
| Filipines        | I ♥ Betty la fea             | ABS-CBN                       | Bea Alonzo          | 8 de setembre de 2008                                      | 1          | 163      |
| Grècia           | Maria, i Asximi              | Mega Channel                  | Aggeliki Daliani    | 1 de gener 2007                                            | 2          | 302      |
| Índia            | Jassi Jaissi Koi Nahin       | SET                           | Mona Singh          | 2003                                                       | 1          | 548      |
| Israel           | Esti Ha'mechoeret            | SET                           | Riki Blich          | 3 de juliol de 2003                                        | 1          | 38       |
| Mèxic            | El amor no es como lo pintan | TV Azteca                     | Vanessa Acosta      | 28 d'agost de 2000                                         | 1          | 175      |
| Mèxic            | La fea más bella             | Televisa                      | Angélica Vale       | 23 de gener de 2006                                        | 1          | 300      |
| Països Baixos    | Lotte                        | Talpa                         | Nyncke Beekhuyzen   | 19 de febrer de 2006                                       | 2          | 82       |
| Polònia          | BrzydUla                     | TVN                           | Julia Kamińska      | 6 d'octubre de 2008                                        | 2          | 235      |
| Portugal         | Tudo Por Amor                | TVI                           | Sofia Duarte Silva  | 22 d'abril de 2002                                         | 1          | 180      |
| Txèquia          | Ošklivka Katka               | TV Prima                      | Kateřina Janečková  | 3 de març de 2008                                          | 2          | 338      |
| Rússia           | Ne Rodis' Krasivoy           | STS                           | Nelly Uvarova       | 5 de setembre de 2005                                      | 2          | 200      |
| Sèrbia · Croàcia | Ne daj se, Nina              | FOX Televizija RTL Televizija | Lana Gojak          | 29 d'octubre de 2007 (Sèrbia) 3 de gener de 2008 (Croàcia) | 1          | 52       |
| Turquia          | Sensiz Olmuyor               | Show TV                       | Özlem Conker        |                                                            | 1          | 180      |
| Vietnam          | Cô Gái Xấu Xí                | VTV3                          | Nguyễn Ngọc Hiệp    | 11 de febrer de 2008                                       | 1          | 176      |

### Yo soy Betty, la fea: en teatre
En el 2017 l'elenc es reuneix per a realitzar novament la història de "Yo soy Betty, la fea" aquesta vegada en teatre, com un episodi de la novel·la mai emès. Compta amb l'elenc, director, escriptor, vestuarista, maquilladora i tècnics originals tenint el protagonisme Ana María Orozco com Betty i les actuacions estel·lars de Jorge Enrique Abello, Lorna Paz, Stefanía Gómez, Paula Peña, Llums Velásquez, Marcela Posada, Natalia Ramírez, Julián Arango, Julio Cèsar Herrera, Jorge Herrera, Martha Isabel Bolaños i Alberto León Jaramillo. Altres actors es van incorporar en el repartiment com Luciano D' Alessandro i Jairo Ordóñez qui va prendre el paper de Nicolás Mora en substitució de Mario Duarte, qui no va poder assistir a l'esdeveniment.